# Белло, Реми
Реми Белло́ (фр. Remy Belleau; ок. 1533, Ножан-ле-Ротру, близ Шартра — 6 марта 1577, Париж) — французский поэт и драматург, переводчик. Близкий друг Пьера Ронсара, член объединения «Плеяда».

## Биография
Сведения относительно детских лет Белло отсутствуют; по всей вероятности, семья была скромного достатка. Учился в парижском коллеже Бонкур вместе с Этьеном Жоделем и Жаном Де Ла Таем. В качестве актёра сыграл в постановке трагедии Жоделя «Пленённая Клеопатра» (1553). В характерных для Ронсара и его друзей разгульных увеселениях Белло неизменно выказывал умеренность.
В 1556—1557 годах находился в составе кавалерии Рене Лотарингского (племянника герцога Франциска де Гиза и кардинала Карла Лотарингского), маркиза д’Эльбёфа в Италии. В 1563—1566 годах по просьбе маркиза служил наставником его сына Шарля в замке Жуанвиль (на границе Шампани и Лотарингии). Какое-то время поддерживал кальвинистов, но затем, по настоянию Ронсара, встал на сторону де Гизов и написал в 1563 году резкую стихотворную инвективу против гугенотов.

## Творчество

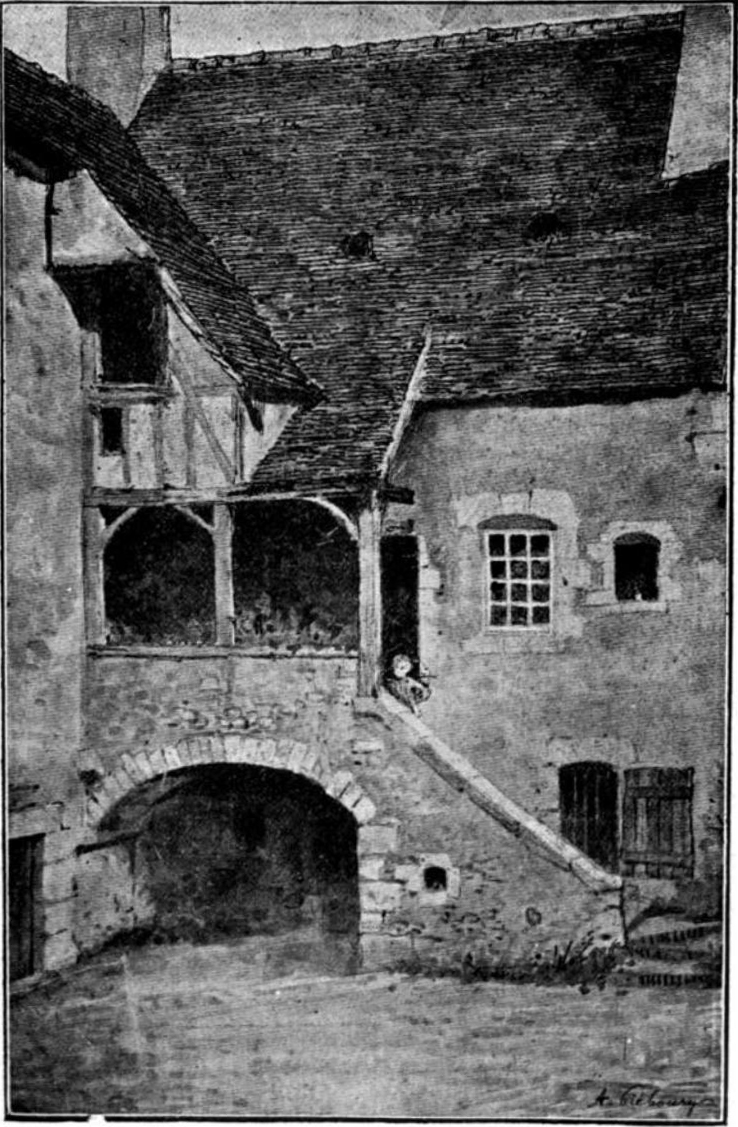
Родной дом Р.Белло в Ножан-ле-Ротру

В 1555 году Белло принял участие в переводе на французский язык латиноязычного трактата Петра Рамуса «Диалектика». Первое самостоятельное сочинение Белло — перевод «Од» Анакреонта (1556) — было представлено публике Ронсаром. Белло является автором гимнов, од, пасторальной песни «На смерть Жоашена Дюбелле» (La mort de Joachim Du Bellay, 1560), комментариев к второй книге «Любовных стихотворений» Ронсара. Для манеры Белло характерны лёгкий лиризм, интерес к мелким темам и сюжетам, изысканная обработка стиха. Пятиактная комедия «Узнанная» (La Reconnue, 1563, опубл. 1578) ни разу не ставилась; в ней Белло черпает из Плавта и итальянской учёной комедии Возрождения, в особенности из «Клиции» Никколо Маккиавелли.

### «Пасторальная поэма»

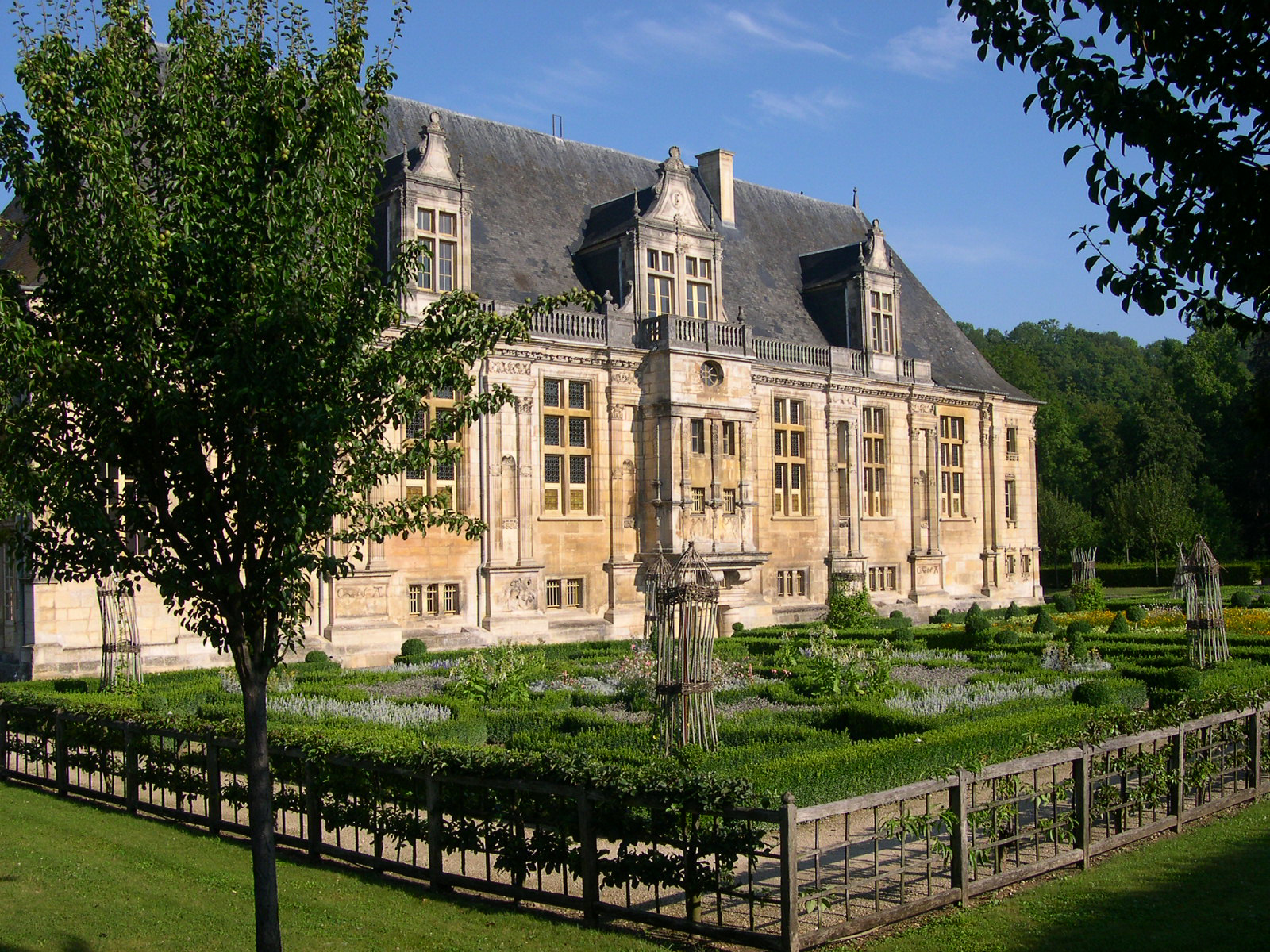
Замок Жуанвиль. Современный вид

Наиболее известное сочинение — написанная под влиянием «Аркадии» Якопо Саннадзаро и сочетающая поэтические и прозаические фрагменты «Пасторальная поэма» (Bergerie, 1565). Второе издание (1572) разделено на две части — «Дни» (Journees). В книгу вошли как новые стихотворения, так и ряд написанных ранее Белло сочинений — оды, гимны, идиллии, сонеты, образцы экфрасиса (описания произведений искусства из замка Жуанвиль). Поэма насыщена мифологическими мотивами, которые сочетаются у Белло с ветхозаветными образами. Среди литературных источников книги — сочинения Эсхила, Феокрита, Мосха, Лонга, Вергилия, Горация, Тибулла, Овидия, а также неолатинских поэтов Возрождения (Иоанн Секунд). Из включённых в книгу стихотворений наибольшую известность снискал «Апрель», «написанный в форме вилланеллы».

### «Любовь и новые превращения драгоценных камней»
Поэтический цикл «Любовь и новые превращения драгоценных камней» (Les amours et nouveaux eschanges des pierres précieuses, 1576) открывается прозаическим Рассуждением, где содержатся общие сведения о драгоценных камнях и их природных свойствах. В первое издание автор включил двадцать одно стихотворение; в посмертном издании 1578 года к ним прибавились ещё тридцать. Книга основана на том же принципе жанрового и стилистического калейдоскопа, что и «Пасторальная поэма». Белло основывается на многочисленных научных сочинениях о камнях: «Естественной Истории» Плиния Старшего, «Полигисторе» Солина, «Этимологиях» Исидора Севильского, средневековых лапидариях, сочинениях Джироламо Кардано и пр. При этом его книга отличается выразительной образностью, наглядностью и наблюдательностью. Белло не стремится злоупотреблять технической терминологией, разнообразит интонации, метрику и ритмы.

## Электронные ресурсы
- Перевод стихотворения Белло «О букете, посланном в пепельную среду»